# Усадьба Давыдова (Москва)
Усадьба Давыдова — усадьба в Москве по адресу улица Пречистенка, дом 17/8 Выявленный объект культурного наследия.

## История
Во второй половине XVIII века ансамбль усадьбы, включавший главный дом, сад и флигеля, занимал весь квартал от Барыковского переулка до Сеченовского. Главный дом выстроен в 1770-х годах на основе палат первой половины XVIII века, в это время хозяином имения являлся московский полицмейстер Николай Петрович Архаров. Здание было выполнено в стиле раннего классицизма. В это же время построены оградившие с двух сторон парадный двор одноэтажные флигеля. Усадьба пострадала в пожаре 1812 года, но была восстановлена. Дом был увенчан мезонином с полукруглым окном, фасад украшен сдвоенными и одинарными коринфскими колоннами по бокам от парадного входа. В 1830-х годах крылья главного дома и флигеля были надстроены, а в 1869-74 годах архитектор А. Л. Обер выполнил их перестройку с заменой деревянных строений на каменные.
После Архарова усадьбой владел генерал Г. И. Бибиков. В 1835—1837 годах владельцем усадьбы являлся поэт Денис Васильевич Давыдов, в гостях здесь бывал Александр Сергеевич Пушкин. После в усадьбе была размещена женская гимназия С. А. Арсеньевой. В советское время в доме располагался районный комитет компартии. На фасаде была установлена мемориальная доска в память Д. В. Давыдова работы А. Котырева. В начале 1930-х годов в доме жила Вера Фигнер.
В настоящее время усадьба отреставрирована, но оригинальные интерьеры утрачены, по другой информации сохранились росписи XIX века.